# Mats Segnestam
Mats Segnestam, född 1941 i Uppsala, var en av de ledande personerna under miljörörelsens framväxt. Mats Segnestam var Svenska Naturskyddsföreningens chef mellan 1973 och 1988, Sidas första miljörådgivare 1988-1995 och därefter chef för Sidas Miljöpolicyenhet 1995-2008.
Under Segnestams ledning växte Naturskyddsförening från 30 000 medlemmar till 200 000 medlemmar.
Segnestam startade det Internationella Försurningssekretariatet (AirClim) och låg bakom tillkomsten av t.ex. Projekt Havsörn, Projekt Pilgrimsfalk  och Projekt Varg. 
Han startade, tillsammans med Nils Ragnar Jeansson, reseföretaget Temaresor för att främja ekoturism och var 1974 med och startade European Environmental Bureau (EEB) – de europeiska ideella miljöorganisationernas samarbetsorgan, med säte i Bryssel. Han var med och bildade svenska Världsnaturfonden (WWF) och var ledamot i dess verkställande utskott och projektkommitté under många år.
Segnestam var IUCN:s, förste programchef på det marina miljöområdet 1976-1978. Han var medlem av Internationella Naturvårdsunionens verkställande utskott 1981-1987, styrelseordförande i Internationella Fågelskyddsrådet (International Council for Bird Preservation, numera Birdlife International)1990-1994, styrelseledamot i Göteborgs Miljövetenskapliga Centrum (GMV), 2003-2006. Han var ledamot av Kollegiet för utvecklingsstudier programråd, Uppsala universitet, 2007-2008 samt är ledamot av Kungliga Skogs- och Lantbruksakademien. 
Segnestam var Sidas första miljörådgivare 1988-1995 och chef för Sidas Miljöpolicyenhet 1995-2008. Han var den som ledde arbetet med att etablera en miljöpolicy och ett miljöledningssystem för Sida, liksom handledningar för strategisk miljöanalys, miljökonsekvensbedömningar och grön upphandling. Han initierade etablerandet av resurscentra vid svenska universitet för frågor som rör miljöekonomi (EME, Göteborg), biologisk mångfald (SwedBio, vid Sveriges Lantbruksuniversitet och Uppsala universitet, senare vid Stockholm Resilience Centre), miljökonsekvensbedömningar (Lantbruksuniversitetet) och konfliktrisker och miljö (PADRIGU, Göteborg). Han tog initiativ till svenskt deltagande i det internationella arbetet med att kartlägga och bevara ekosystemtjänster. Segnestam var också svensk ledamot i miljöarbetsgruppen inom OECD:s biståndskommitté (DAC/ENVIRONET) sedan starten 1990 och dess ordförande 1993-1998. 

## Utmärkelser
- Starbäcksmedaljen, Svenska Naturskyddsföreningen, 1988.
- UNEPs silvermedalj, FN:s utmärkelse för internationellt miljöarbete.
- ArtDatabankens naturvårdspris, för arbete med biologisk mångfald.
- Hedersdoktor vid Uppsala universitet 2003.
- Konungens medalj i 8:e storleken.
- European Practitioner Achievement Award in Applying Environmental Economics[3]
- Nordiska Rådets Natur- och Miljöpris, 2001.
- Finlands naturskyddsförbunds hedersutmärkelse.
- Gyllene Arkens Orden, Nederländerna.
- Award for Conservation Merit, Internationella Världsnaturfondens (WWF) utmärkelse.
- Hedersmedlem i Internationella Naturvårdsunionen (World Conservation Union)
- En tidigare okänd stekel har uppkallats efter Segnestam: Pimpla segnestami.
- En tidigare okänd fjärilsart har uppkallats efter Segnestam: Urbanus segnestami[4]